# 德國體育

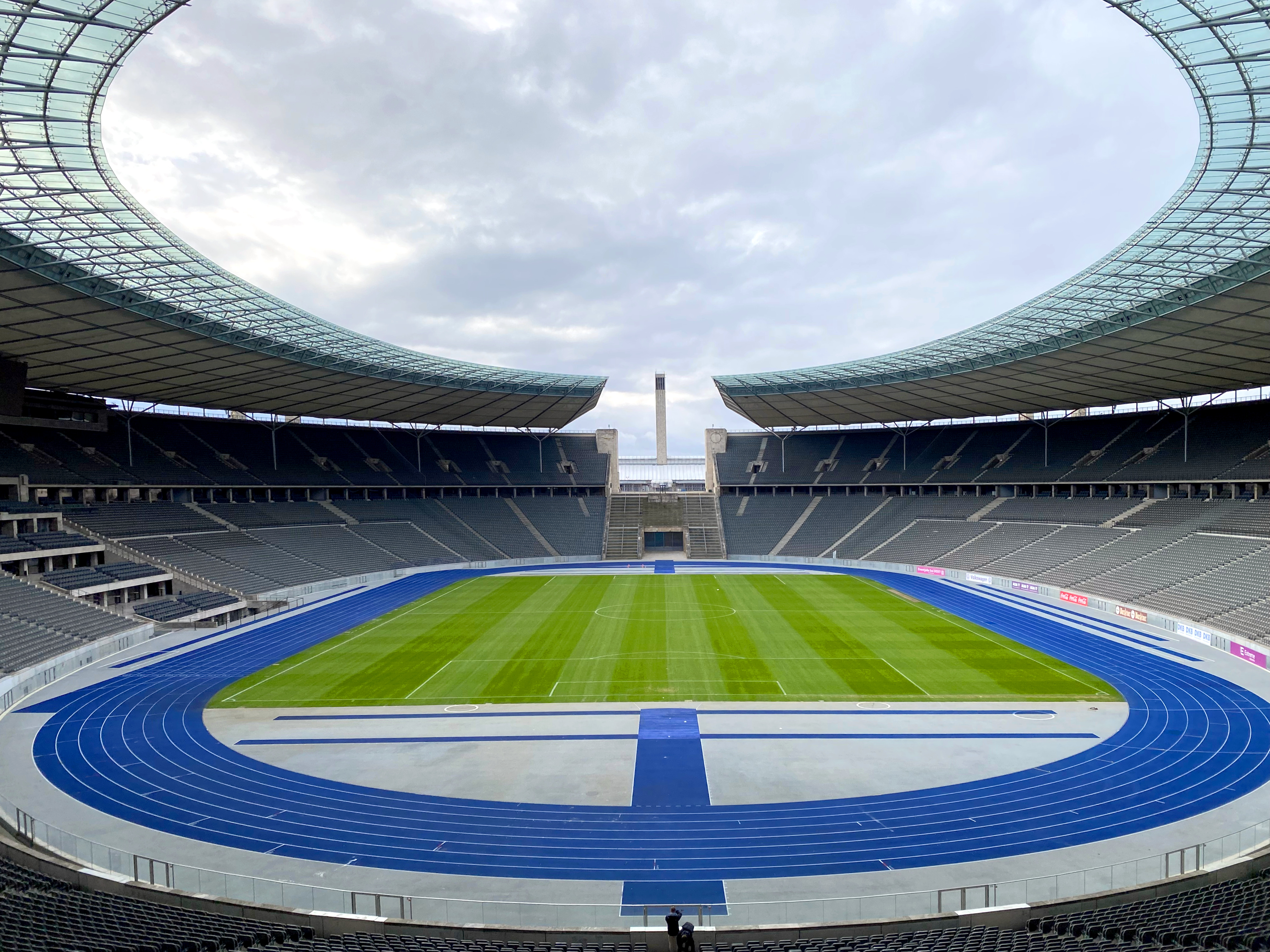
一個嶄新的體育場

德國是世界體育強國。自19世紀以來，德國國內就出現了職業體育俱樂部，為德國體育的發展奠定了基礎。截止2006年，德國在奧運會獲得的金牌總數在所有國家排名第五，東德排名第七，西德排名第二十一。如果將東德與西德相加的話，德國排名第三。德國是1936年奧運會和1972年奧運會兩次夏季奧運會的舉辦地。德國的冬季體育也十分發達，在2006年冬奧會排名獎牌榜首位。德國足球運動發達，德甲聯賽是世界現場觀眾數第二多的職業體育賽事，僅次於美國NFL。除了足球之外，德國的網球、高爾夫、籃球、冰球、手球也有很強實力。德國也是自行車運動和賽車運動強國，在格鬥技方面也有很強實力。